# Liste der Monuments historiques in Jonquery
Die Liste der Monuments historiques in Jonquery führt die Monuments historiques in der französischen Gemeinde Jonquery auf.

## Liste der Immobilien
| Bezeichnung      | Beschreibung | Standort               | Kennzeichnung | Schutzstatus | Datum | Bild           |
| ---------------- | ------------ | ---------------------- | ------------- | ------------ | ----- | -------------- |
| Kirche St-Martin |              | Rue de l’Église (Lage) | PA00078726    | Classé       | 1919  | weitere Bilder |